# Theorie der Anspruchsgruppen
Die Theorie der Anspruchsgruppen (engl. stakeholder theory) ist eine Theorie aus der Unternehmensführung und Wirtschaftsethik, welche die Bedeutung von Personen oder Gruppen hervorhebt, die Einfluss auf ein Unternehmen ausüben oder von diesem beeinflusst werden. Die Theorie bietet ein umfassendes und ethisch reflektiertes Rahmenwerk für die Unternehmensführung, das über die reine Gewinnmaximierung hinausgeht. Sie fordert eine bewusste Einbindung vielfältiger Interessen und macht auf komplexe Wechselwirkungen zwischen Unternehmen und Gesellschaft aufmerksam.

## Historische Entwicklung
Der Begriff Stakeholder (Anspruchsgruppe) wurde maßgeblich durch R. Edward Freeman popularisiert, der ihn als all jene Gruppen oder Individuen definiert, welche die Zielerreichung einer Organisation beeinflussen oder von ihr beeinflusst werden können. Ursprünglich diente die Theorie als Antwort auf die traditionell vorherrschende Vorstellung, wonach Unternehmen primär die Interessen ihrer Anteilseigner (Shareholder) verfolgen sollten. Freeman stellte demgegenüber die Auffassung, Unternehmen sollten zur Sicherstellung des langfristigen Erfolges strategisch die Interessen sämtlicher relevanter Anspruchsgruppen berücksichtigen.

## Identifizierung von Anspruchsgruppen
Die Identifizierung von Anspruchsgruppen erfolgt anhand unterschiedlicher Kriterien, wobei drei zentrale Attribute hervorgehoben werden: Macht, Legitimität und Dringlichkeit. Eine Anspruchsgruppe besitzt Macht, wenn sie substanziellen Einfluss auf das Unternehmen ausüben kann. Legitimität beschreibt die normative Anerkennung ihrer Ansprüche durch das Unternehmen und die Gesellschaft. Dringlichkeit ergibt sich aus der zeitlichen Sensitivität und Wichtigkeit ihrer Forderungen.

## Kategorien von Anspruchsgruppen
Anspruchsgruppen können in primäre und sekundäre Gruppen unterteilt werden. Primäre Anspruchsgruppen sind für das Überleben des Unternehmens essenziell, etwa Mitarbeiter, Kunden und Kapitalgeber. Sekundäre Anspruchsgruppen beeinflussen das Unternehmen weniger unmittelbar, etwa Medien oder gesellschaftliche Gruppen. Die Beziehungen zwischen Unternehmen und Anspruchsgruppen sind dynamisch und verändern sich im Laufe der Zeit aufgrund interner und externer Einflussfaktoren.

## Die natürliche Umwelt als Anspruchsgruppe
Ein zunehmend diskutierter Aspekt der Theorie betrifft die Anerkennung der natürlichen Umwelt als eigenständige Anspruchsgruppe. Besonders im Kontext der Klimakrise wird argumentiert, dass Umweltveränderungen und Extremwetterereignisse unmittelbare Auswirkungen auf Unternehmen haben und somit die natürliche Umwelt als primäre Anspruchsgruppe anerkannt werden sollte.

## Management von Anspruchsgruppen
Effizientes Management von Anspruchsgruppen kann strategische Vorteile für Unternehmen generieren. Dazu zählen eine verbesserte Reputation, langfristige Wettbewerbsvorteile und die Minimierung von Konflikten. Ein zentrales Instrument ist dabei der offene Dialog mit Anspruchsgruppen, um deren Bedürfnisse und Erwartungen zu verstehen und angemessen zu adressieren.

## Kritik
Trotz ihrer weitreichenden Akzeptanz wird die Theorie kritisch diskutiert. Einerseits wird ihre mangelnde konzeptionelle Klarheit kritisiert, da unterschiedliche Definitionen und Anwendungsweisen zu theoretischen Unklarheiten führen können. Andererseits wird sie als Herausforderung des klassischen, Anteilseigner-zentrierten Verständnisses von Unternehmensführung kontrovers aufgenommen.